# 捷列希
51°7′2″N 23°53′9″E / 51.11722°N 23.88583°E
捷列希（烏克蘭語：Терехи），是烏克蘭的村落，位於該國西部沃倫州，由科韋利區負責管轄，面積0.55平方公里，海拔高度175米，2001年人口109，人口密度每平方公里198.18人。